# Группа полковников
Группа полковников (пол. Grupa pułkowników), также "Режим полковников, Полковники Пилсудского или просто Полковники — группа политических деятелей, выходцев из военной среды, руководивших Второй Польской Республикой с 1926 по 1939 годы. В ряде публикаций вышеназванные термины относятся, прежде всего, к периоду после смерти Пилсудского (1935—1939).

## История
«Группа полковников» состояла из сослуживцев Пилсудского по польским легионам, Польской военной организации и Войску Польскому. После того, как в 1923 году Пилсудский ушел с поста начальника штаба армии, его боевые друзья продолжили занимать ключевые посты в армии. Благодаря их прямой помощи, Пилсудскому удалось осуществить успешный государственный переворот в мае 1926 года.
После установления режима «санации» «полковники» стали значимыми политическими фигурами, многие из них занимали министерские посты в правительстве. По инициативе Валерия Славека, одного из членов группы, в 1927 году был основан Беспартийный блок сотрудничества с правительством (ББСП) — проправительственная политическая организация, в которой «полковники» играли руководящую роль. В 1930 году, на следующих выборах в Сейм, ББСП одержал победу. После этих выборов власть «полковников» ещё больше усилилась — Пилсудский фактически передал в их руки все внутренние дела страны, сосредоточившись на военных и иностранных делах.
В состав «группы полковников» входили Юзеф Бек, Януш Енджеевич, Вацлав Енджеевич, Адам Коц, Леон Козловский, Игнаций Матушевский, Богуслав Медзинский, Бронислав Перацкий, Александр Пристор, Адам Скваршинский, Валерий Славек и Казимеж Свитальский.
Режим «полковников» можно разделить на три периода: 1926—1929; 1930—1935; и 1935—1939. В течение первого периода (1926—1929), начавшегося после майского переворота, произошло установление режима личной власти Пилсудского. Во время второго периода (1930—1935), начавшегося после парламентских выборов 1930 года, влияние «полковников», особенно Славека и Пристора, на Пилсудского значительно выросло. Наконец, третий период (1935—1939), начавшийся после смерти Пилсудского, был ознаменован борьбой за власть между «полковниками» и «замковой фракцией», которую возглавляли президент Игнацы Мосцицкий и маршал Эдвард Рыдз-Смиглы; в это время влияние полковников несколько упало, но они по-прежнему играли немаловажную роль в польском правительстве вплоть до немецкого вторжения в Польшу. Некоторые исследователи проводят различие между «периодом Пилсудского» (1926-35) и непосредственно «периодом полковников» (1935-39)..
В 1935 году ББСП был распущен; новой политической организацией полковников стал основанный в 1937 году Лагерь национального объединения. В этот период полковники были вынуждены отойти от многих политических постулатов Пилсудского и вступить в союз со своими бывшими идеологическими противниками — национал-демократами.